# Illa de Dursey
L'illa de Dursey (en irlandès Oileán Baoi, que vol dir "dos drumlins") és una illa d'Irlanda, al comtat de Cork, a la província de Munster. Es troba al sud-oest de la península de Beara. Té 6,5 kilòmetres de llarg i 1,5 kilòmetres d'ample. L'illa està separada del continent per una estreta franja d'aigua anomenat Dursey Sound que té una forta carrera de marea, amb Flag Rock submergida prop del centre del canal prop del telefèric. Aquesta illa tranquil·la, amb només uns sis o més residents hivernals permanents està connectada a Irlanda només per telefèric, i dels pocs que travessa el mar a tot Europa, que abasta Dursey Sound, un dels seus principals atractius. Dursey no té botigues, bars ni restaurants.
També és ben coneguda per les colònies de nidificació d'aus marines. Els dofins, les balenes i els inofensius taurons pelegrins també són visitants habituals dels rics mars que envolten l'illa.

## Townlands
- Ballynacallagh
- Kilmichael
- Tilickafinna

## Jaciments arqueològics
- Ballaun Stones, Killowen, Ballynacallagh
- Castle Site, Ballynacallagh O'Sullivan garrison 1602
- Cup Marked Stone, Ballynacallagh
- Graveyard/Ruined Church, Ballynacallagh
- Hut Site, Killowen
- Radial Stone Enclosure, Maughanaclea
- Signal Tower, Tilickatina

## Bull Rock
Bull Rock es troba a la punta occidental de l'illa en una cursa de marea. Actualment, al lloc hi ha un far automàtic que va ser construït en 1888 i que fou automatitzat en març de 1991.

## Cow Rock
Cow Rock es troba a la punta occidental de l'illa entre Bull Rock i Calf Rock.

## Calf Rock
Calf Rock es troba a la punta occidental de l'illa en una cursa de marea. Antigament hi havia un far habitat que fou destruït en una turmenta en 1881, i les seves restes encara es poden veure avui.

## Galeria d'imatges

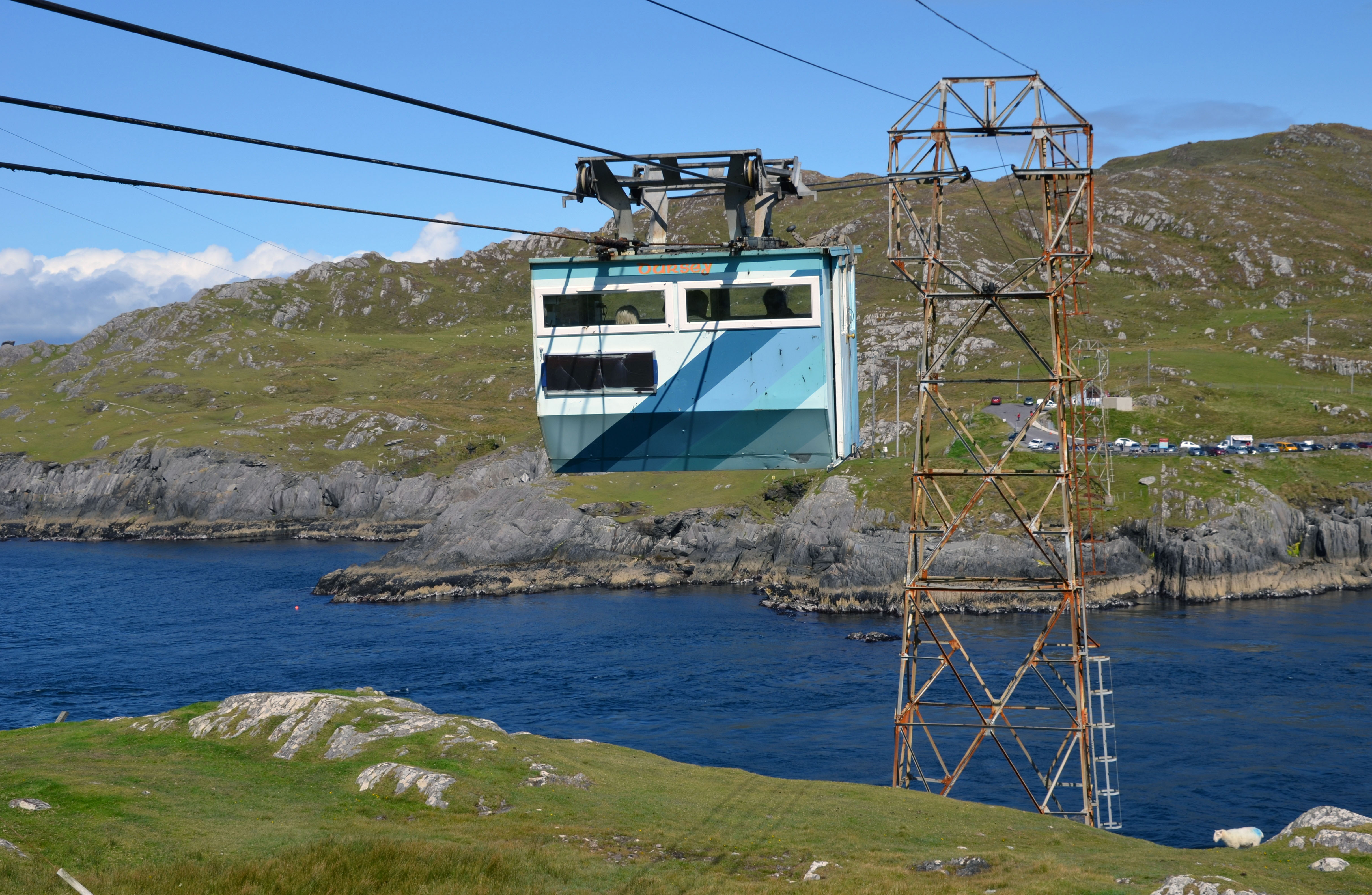
Telefèric de Dursey